# Burykhia
Burykhia é um gênero de Tunicado que viveu durante o período Ediacarano da região do Mar Branco, na Rússia.[carece de fontes?]

## Interpretação
Burykhia é considerada de afinidade ascídia, devido à morfologia em forma de saco e uma série de faixas nitidamente perfuradas que lembram uma faringe de tunicado. Se Burykhia for um tunicado, poderia ser o fóssil de ascídia mais antiga conhecida. Burykhia é possivelmente relacionada à ligeiramente mais jovem Ausia, outra ascídia da biota Ediacarana da Namíbia. Burykhia não parece ter sido colonial.